# Șipotu (okręg Mehedinți)
Șipotu – wieś w Rumunii, w okręgu Mehedinți, w gminie Ponoarele. W 2011 roku liczyła 169 mieszkańców.